# Bentayou-Sérée
Bentayou-Sérée är en kommun i departementet Pyrénées-Atlantiques i regionen Nouvelle-Aquitaine i sydvästra Frankrike. Kommunen ligger i kantonen Montaner som tillhör arrondissementet Pau. År 2022 hade Bentayou-Sérée 108 invånare.

## Befolkningsutveckling
Antalet invånare i kommunen Bentayou-Sérée
| Referens: INSEE |